# Caso Harper v. Virginia State Board of Elections
Harper v. Virginia State Board of Elections (1966), foi um caso no qual a Suprema Corte dos Estados Unidos decidiu que o poll tax da Virgínia era inconstitucional de acordo com a Cláusula de proteção igualitária da Décima quarta Emenda. No final do século 19 e início do século 20, onze estados do sul estabeleceram impostos eleitorais como parte da privação de direitos da maioria dos negros e de muitos brancos pobres. A Vigésima Quarta Emenda (1964) proibiu os poll taxes nas eleições federais; cinco estados (Alabama, Arkansas, Mississippi, Texas e Virgínia) continuaram a exigir impostos eleitorais para os eleitores nas eleições estaduais. Com essa decisão, a Suprema Corte proibiu o uso de poll tax nas eleições estaduais.